# Lobsang Tenzin
Lobsang Tenzin, més conegut pel títol de Professor Venerable Samdhong Rinpoche (ZAM gdong rin po che) i per als tibetans com el cinquè Samdhong Rinpoche (nascut a Jol, Tibet, el 5 de novembre de 1939), va serr el Kalon Tripa o President del Consell de Ministres de l'Administració Central Tibetana, el govern tibetà en l'exili, amb seu a Dharamsala, Índia. Segueix sent un estret col·laborador de Tenzin Gyatso, XIV Dalai Lama. Va ocupar el càrrec de Kalon Tripa -posteriorment rebatejat com a Sikyong- entre el 5 de setembre de 2001 i el 8 d'agost de 2011, data en què va prendre possessió del seu càrrec l'actual Kalon Tripa, Lobsang Sangay.